# Palatul Mogoșoaia
Palatul Mogoșoaia este o clădire istorică din localitatea Mogoșoaia, județul Ilfov, România, aflată la circa 15 km de centrul orașului București. Complexul conține clădirea propriu-zisă, curtea acestuia cu turnul de veghe, cuhnia (bucătăria), casa de oaspeți (Vila D'Elchingen), ghețăria și cavoul familiei Bibescu, precum și biserica „Sfântul Gheorghe” aflată lângă zidurile curții.
Palatul Mogoșoaia a fost în posesia familiei Brâncoveanu timp de aproximativ 119 de ani, trecând apoi în proprietatea familiei Bibescu.

## Istoric

### Construcția
Palatul a fost construit până în 1702 de către Constantin Brâncoveanu în stil brâncovenesc, stil utilizat anterior și la un alt palat al voievodului, construit de acesta la Potlogi. Lucrarea a fost terminată în ziua de 20 septembrie 1702, conform pisaniei de pe latura de răsărit a palatului. Data începerii construcției nu este cunoscută, dar se știe că Brâncoveanu a început să cumpere pământ în zonă din 1681.

### Brâncovenii după moartea domnitorului (1714-1832)
După 1714, când Constantin Brâncoveanu a fost executat la Constantinopol împreună cu fiii săi, toată averea familiei a fost confiscată de otomani iar palatul a fost transformat în han. Răscumpărat de domnitorul Ștefan Cantacuzino, el a revenit apoi marelui ban Constantin Brâncoveanu, nepotul domnitorului, și a rămas în posesia familiei până la începutul secolului al XIX-lea.

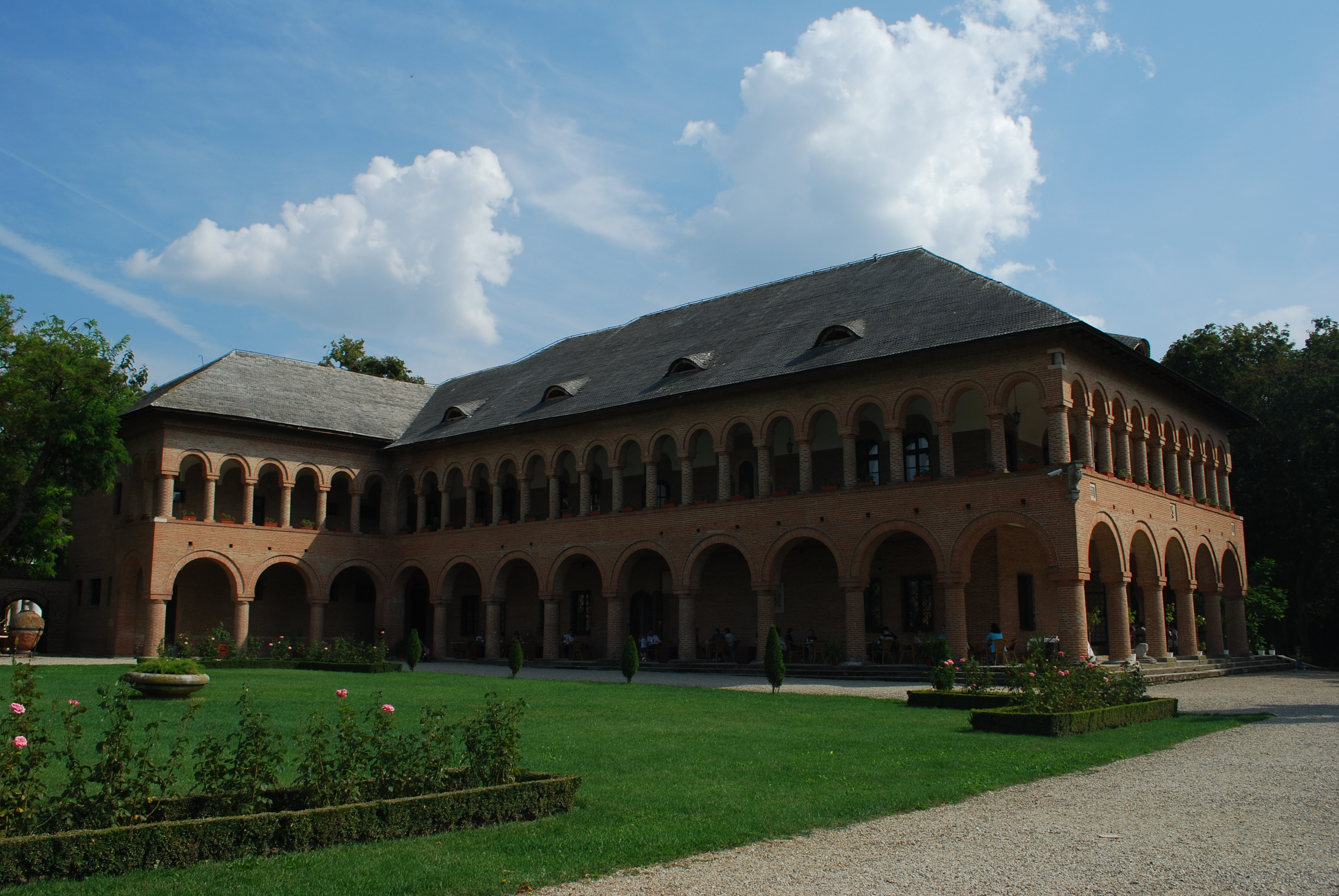
Casa de oaspeți din curtea palatului Mogoșoaia

Palatul a fost devastat de otomani în timpul războiului ruso-turc din 1768-1774, deoarece marele ban Nicolae Brâncoveanu ținuse partea rușilor în conflict. O nouă distrugere a palatului a avut loc cu ocazia revoluției din 1821 când ultimul urmaș al Brâncovenilor, Grigore Brâncoveanu, a fugit la Brașov și clădirea a fost ocupată de panduri.

### Resedință a familiei Bibescu
După moartea lui Grigore în 1832, proprietatea de la Mogoșoaia a rămas moștenire fiicei sale adoptive, Zoe Mavrocordat și, prin căsătoria acesteia cu domnitorul Gheorghe Bibescu, încheiată în 1826, a trecut în familia acestuia. Palatul a fost renovat între 1860–1880 de Nicolae Bibescu, care a construit și cavoul familiei în parcul palatului, și vila Elchingen din apropiere. Palatul a fost administrat în continuare de familia Bibescu care, însă, s-a mutat în vila cea nouă iar clădirea veche a rămas nelocuită. Aceasta până în 1911, când Maria-Nicole Darvari a vândut palatul vărului ei George-Valentin Bibescu, care i l-a oferit drept cadou de nuntă soției sale, Martha.

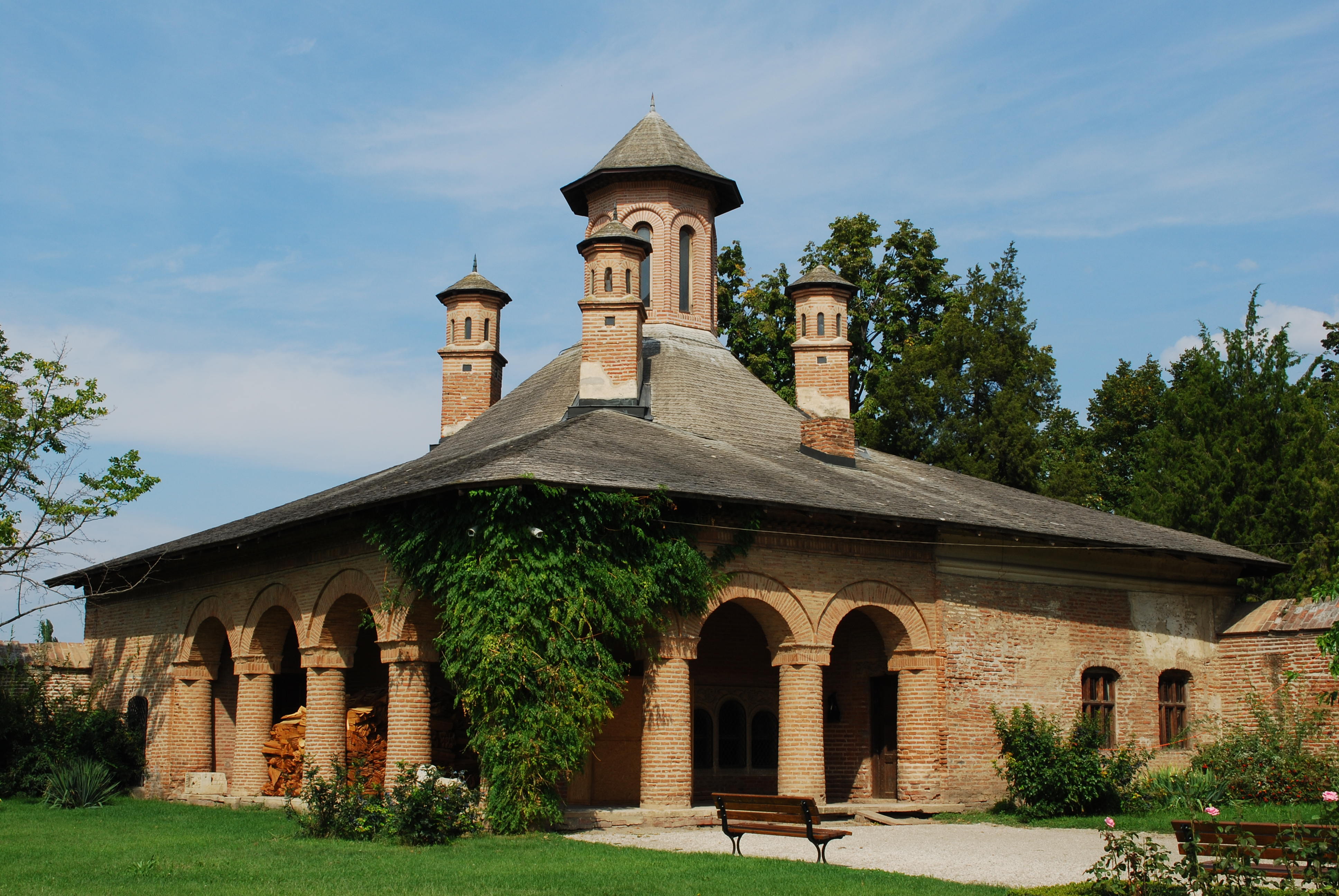
Cuhnia (bucătăria) brâncovenească

#### Epoca Marthei Bibescu (1912 - 1945)
Martha Bibescu s-a ocupat cu renovarea palatului începând cu anul 1912. În timpul Primului Război Mondial, lucrările de renovare au fost frânate de alte distrugeri suferite în urma bombardamentelor germane. În perioada ocupației germane a Bucureștiului și a sudului României, prințesa Martha Bibescu a rămas în capitală, ocupându-se de spitalul reginei Maria și locuind o vreme chiar în palat.
Revenită în țară după ce plecase la Londra, acuzată fiind de colaborarea cu trupele germane, Martha Bibescu a reluat lucrările de renovare după 1920, cheltuind mare parte din averea adunată din cărțile pe care le-a scris. Palatul a fost reinaugurat, astfel, în 1927, unele lucrări interioare continuând, însă, până în 1935. Cât timp a fost în proprietatea Marthei Bibescu palatul a fost vizitat de pesonalități precum August von Mackensen, Charles de Gaulle, Marcel Proust, Nicolae Iorga, Regele Alfonso al XIII-lea al Spaniei,  Regele Carol I al României, Regina Maria a României, Regele Ferdinand I al României sau Winston Churchill.
În timpul celui de Al Doilea Război Mondial, palatul a fost loc de întâlnire al diplomaților aliați, fiind, pentru câteva luni, închiriat legației elvețiene din România.

### Sub regimul comunist (1945 - 1989)
După 6 martie 1945, moșia a fost naționalizată forțat de guvernul comunist, Martha Bibescu obținând de la autorități declararea ca monument istoric a palatului, pe care încă îl mai deținea. Prințesa a plecat însă definitiv din țară în septembrie 1945, lăsând palatul fiicei sale Valentina și soțului ei, Dimitrie Ghika-Comănești, fiul lui Eugen Ghica-Comănești.
În 1949, palatul a fost și el naționalizat, Valentina și Dimitrie Ghika-Comănești fiind arestați. Până în 1957, clădirea a fost devastată și devalizată, colecțiile de artă fiind furate și dezmembrate. Abia în 1957 palatul a devenit sediul secției feudale a Muzeului Național de Artă, fiind restaurat începând cu 1977.

### După 1990

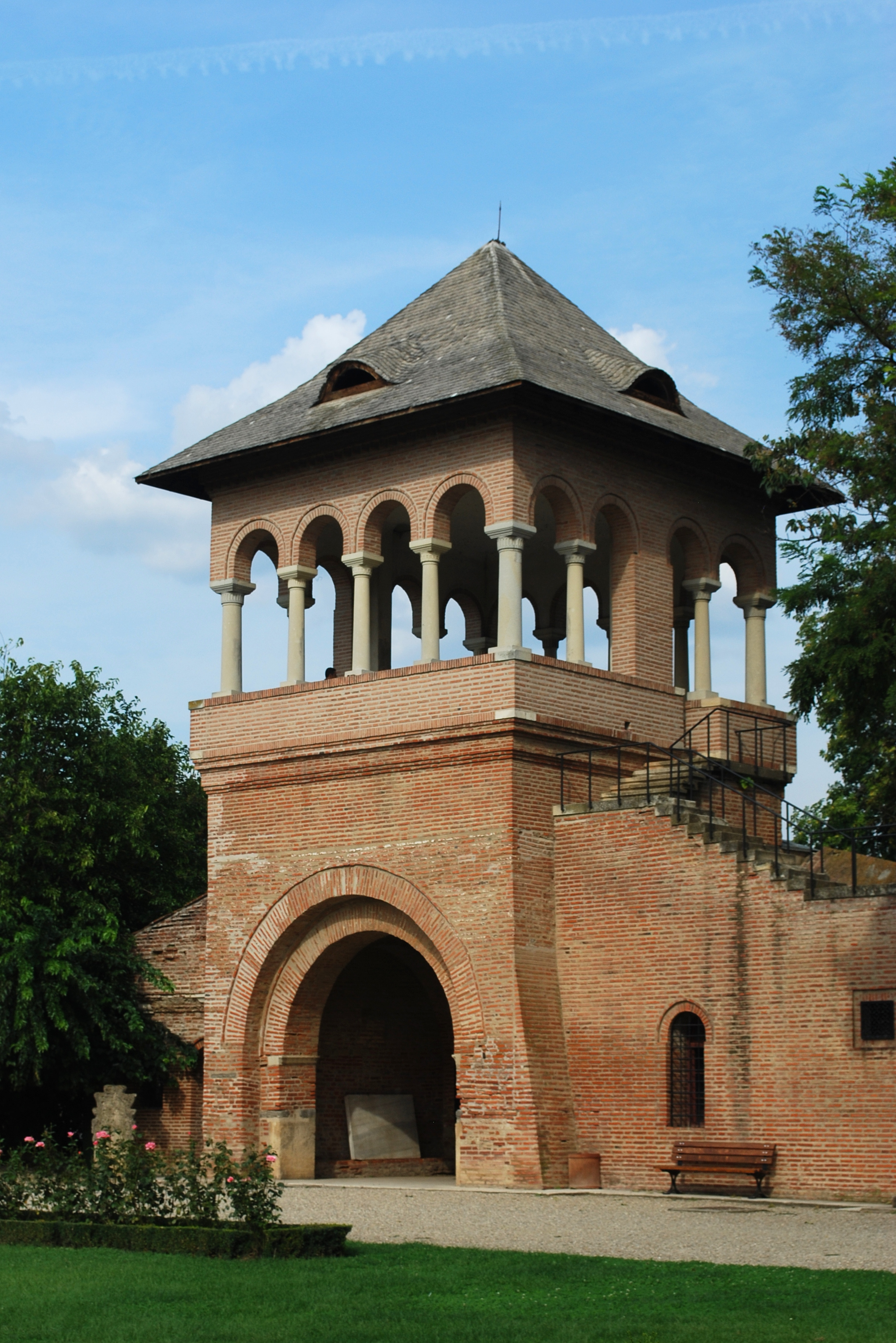
Foișorul porții palatului Mogoșoaia

În prezent, Palatul Mogoșoaia adăpostește Muzeul de Artă Brâncovenească și este un important punct de atracție turistică.
Începând din 2010, moștenitorii de drept al Marthei Bibescu, care trăiesc în Marea Britanie, se luptă în justiție pentru recuperarea complexului, sau la nevoie pentru obținerea unei despăgubiri adecvate.

## Clădirile complexului

### Palatul
Principala clădire a complexului de la Mogoșoaia este palatul construit de Constantin Brâncoveanu, având apartamentele familiei princiare la primul etaj, unde se ajunge direct din curte pe o scară exterioară ce dă într-un balcon amplasat pe fațadă. Parterul palatului conține camerele servitorilor, iar la subsol se află o pivniță cu un tavan format din patru domuri. Fațada dinspre lac este și ea una aparte cu o logie de inspirație venețiană, cu cinci arcade.

### Cuhnia și turnul porții
Cuhnia (bucătăria) brâncovenească se află în curtea palatului, având patru turnuri de aerisire. Turnul porții străjuiește intrarea în curte. În el se poate urca pe o scară exterioară. Atât turnul porții, cât și cuhnia au fost restaurate de Martha Bibescu între 1922 și 1930.

### Cavoul familiei Bibescu
Capela Gheorghe Bibescu, construită după 1880 adăpostește mormintele familiei Bibescu, inclusiv ale prinților Mihai și George Basarab-Brâncoveanu, aviatori morți în timpul celui de-al doilea război mondial. 

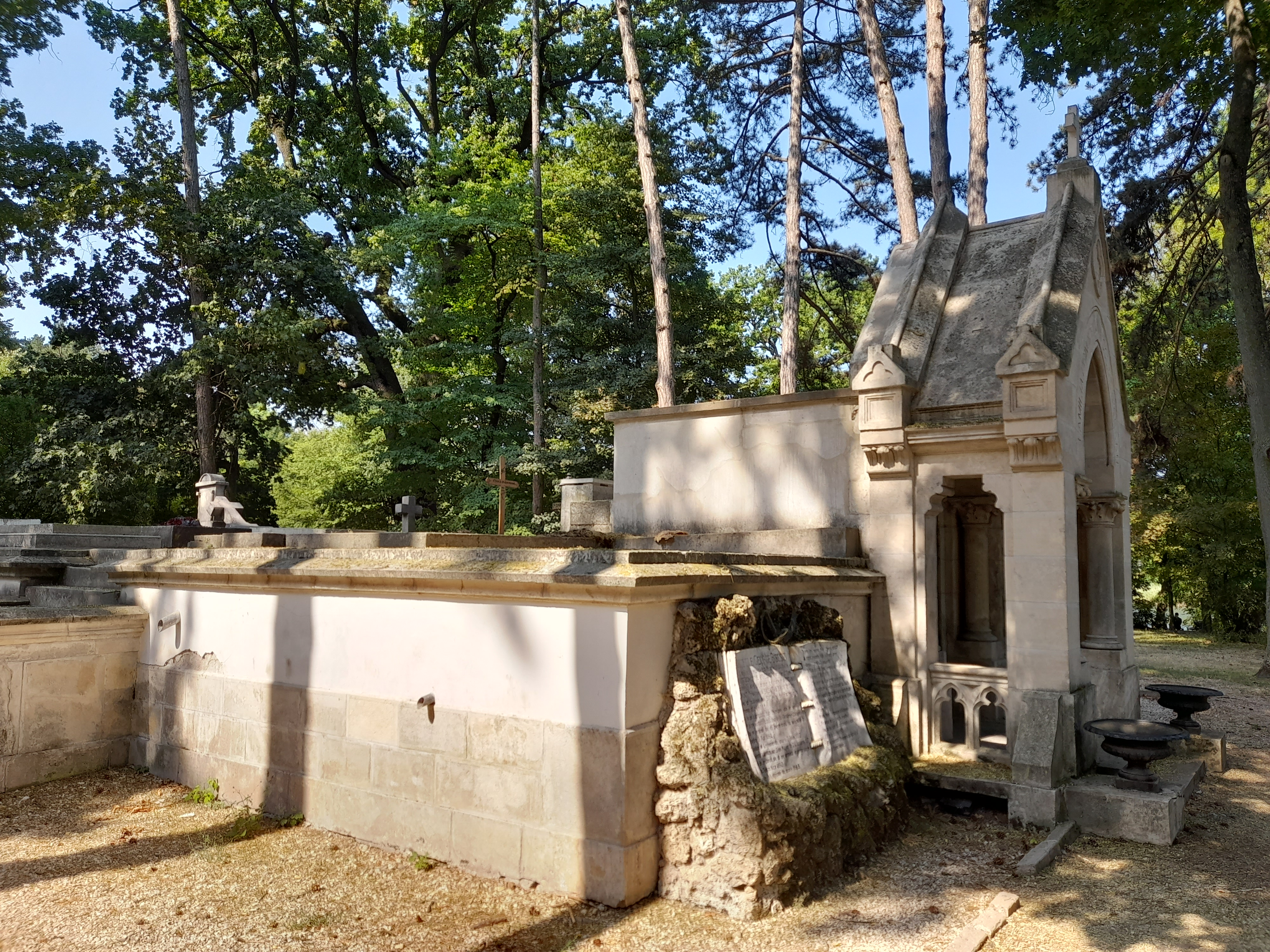
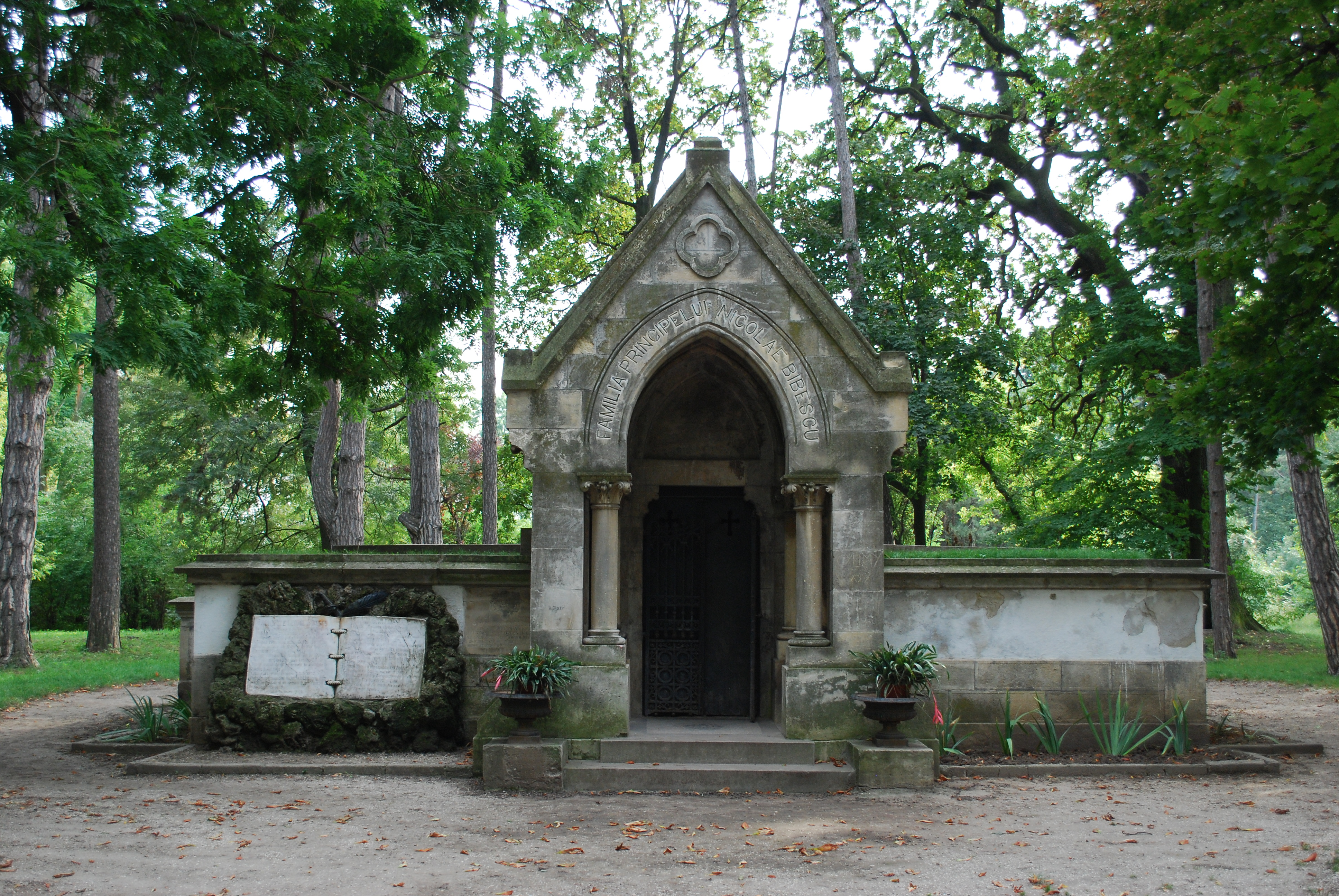
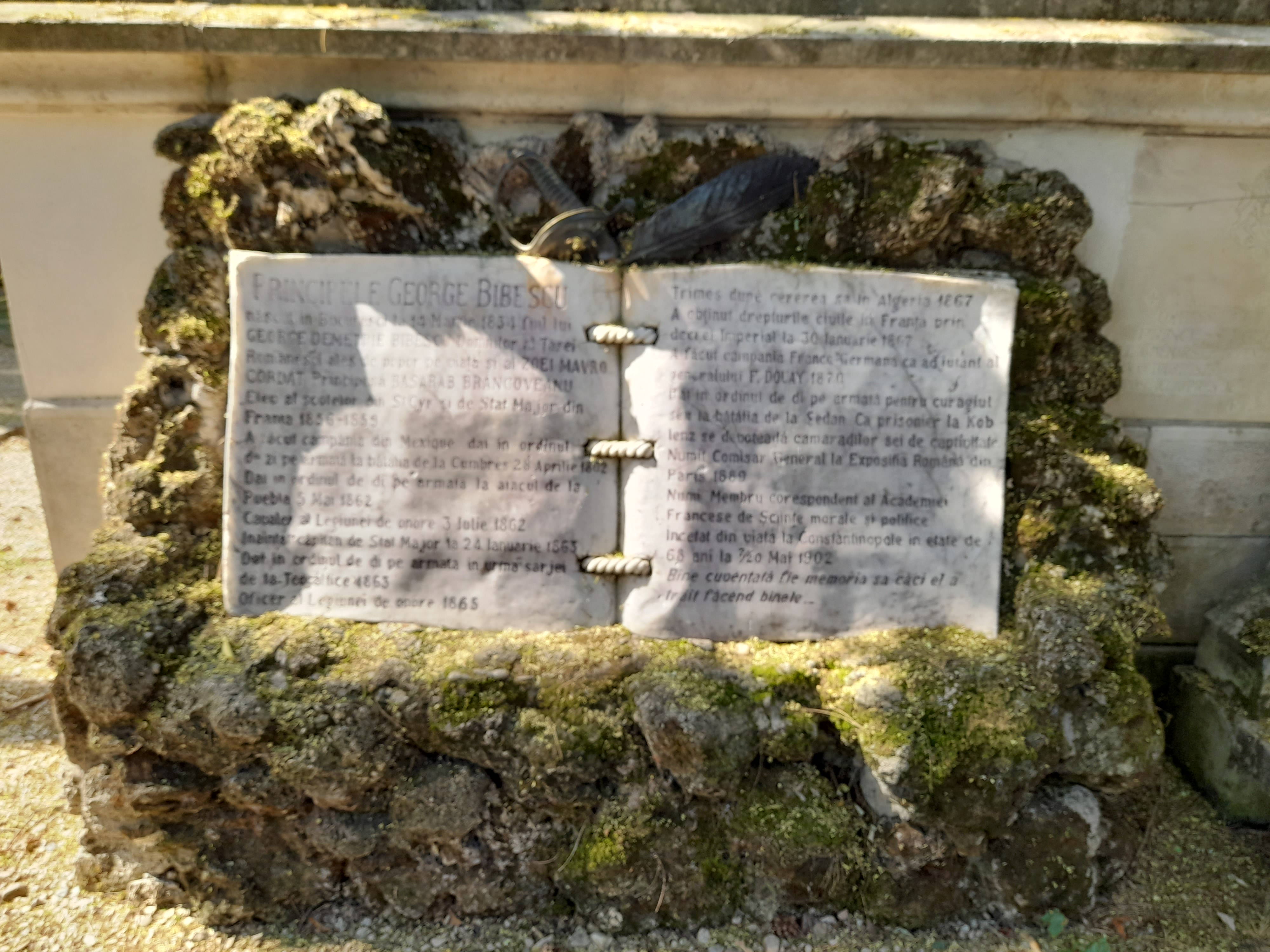

### Serele

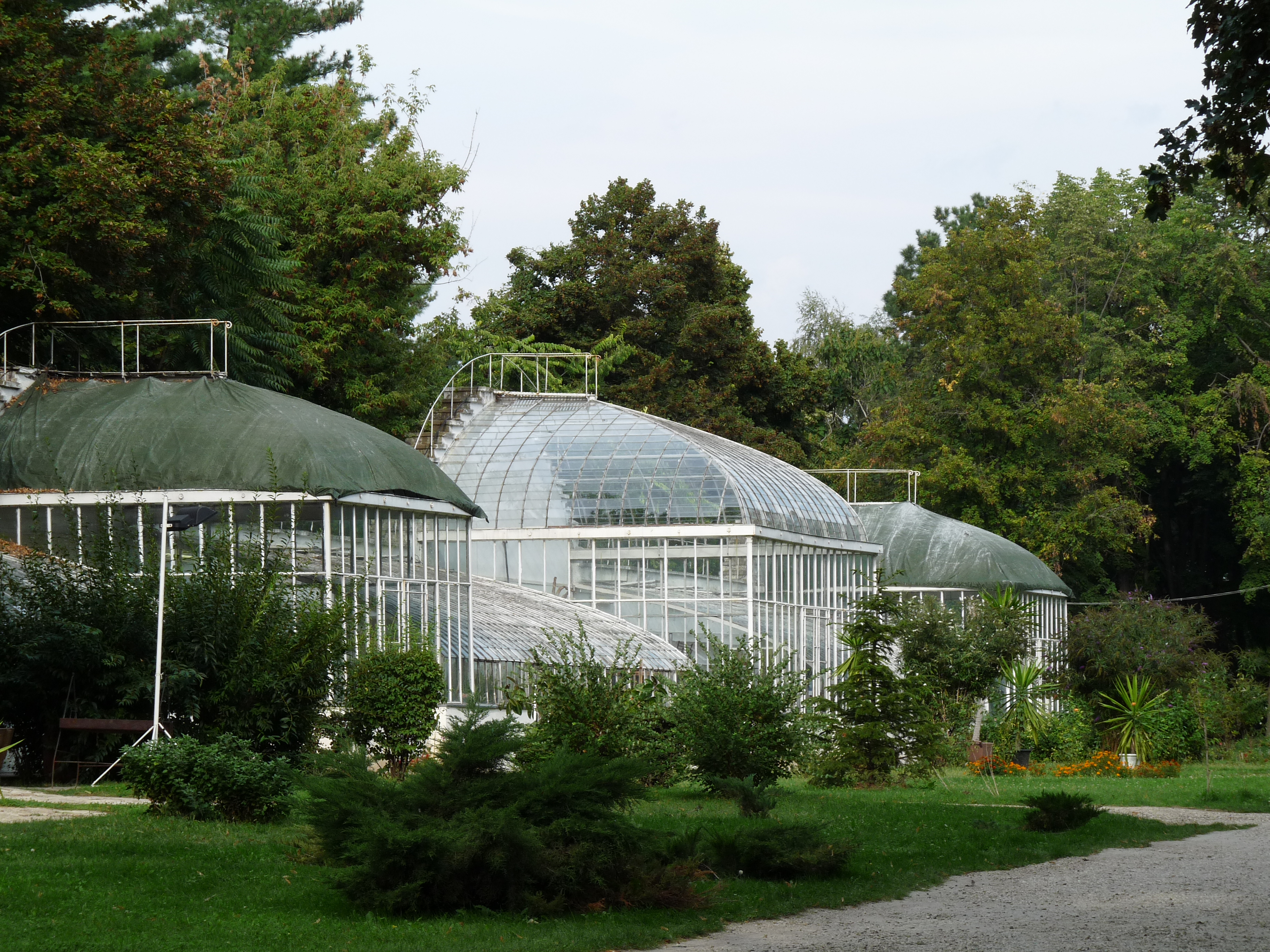
Serele palatului Mogoșoaia

Serele Mogoșoaia au fost construite după 1890 de arhitecți francezi. Recent refăcute, serele sunt din nou folosite pentru cultura florilor și ca atelier de educație plastică pentru copii.

### Ghețăria
Ghețăria servea la stocarea pe timpul verii a gheții tăiate din lacul Mogoșoaia, aflat lîngă palat.

### Biserica
Biserica „Sfântul Gheorghe” se află în afara zidurilor palatului, lângă turnul porții. Ctitorită de Constantin Brâncoveanu și terminată în 1688, cu puțin timp înainte de înscăunarea sa ca domn, pictura murală cu care e decorată include tabloul votiv ce-i reprezintă pe Constantin Brâncoveanu și pe cei patru fii ai săi. Pridvorul adăpostește mormântul lui George-Valentin Bibescu, pionier al aviației militare române.